# Produit mixte
Pour les articles homonymes, voir Produit mixte (homonymie).
 (mars 2021).
Si vous disposez d'ouvrages ou d'articles de référence ou si vous connaissez des sites web de qualité traitant du thème abordé ici, merci de compléter l'article en donnant les références utiles à sa vérifiabilité et en les liant à la section « Notes et références ».
En géométrie, le produit mixte est le nom que prend le déterminant dans un cadre euclidien orienté. Sa valeur absolue s'interprète comme le volume d'un parallélotope. 
Pour le produit mixte dans un espace euclidien orienté de dimension trois, voir l'article Calcul vectoriel en géométrie euclidienne, où on le définit comme produit scalaire d’un vecteur avec le produit vectoriel de deux autres, d’où son nom.

## Définition
Soit E un espace euclidien orienté de dimension n. Soit B une base orthonormale directe de E. Le produit mixte de n vecteurs de E est défini par
{\displaystyle (x_{1},...,x_{n})\mapsto [x_{1},...,x_{n}]={\det }_{B}(x_{1},...,x_{n})}
Il ne dépend pas de la base orthonormale directe B choisie.
Le produit mixte est nul si et seulement si la famille des xi est liée, strictement positif si et seulement si elle constitue une base directe, vaut 1 si elle constitue elle aussi une base orthonormale directe.
Il vérifie l'inégalité de Hadamard
{\displaystyle [x_{1},\dots ,x_{n}]\leq \prod \limits _{i=1}^{n}\|x_{i}\|}
Lorsque les vecteurs forment une famille libre, il y a égalité si et seulement si cette famille est orthogonale. Autrement dit, les longueurs des côtés étant données, le parallélotope droit est celui qui a le plus gros volume.
Pour la fabrication de vecteurs particuliers (avec des coefficients 1 et -1) vérifiant le cas d'égalité voir matrice de Hadamard.

### Volumes de parallélotopes de dimension inférieure àn
Dans un espace euclidien, et même dans un espace préhilbertien réel de dimension quelconque, les déterminants permettent également le calcul des volumes des parallélotopes de toute dimension finie sous la forme de matrices et déterminants de Gram.
Il s'agit cette fois de volumes non orientés, et il n'est pas possible d'en donner une version orientée.

### Lien du produit mixte avec le produit extérieur et la dualité de Hodge
Par dualité de Hodge, il est possible de passer du 0-vecteur 1 à un n-vecteur de la forme produit extérieur des vecteurs d'une base orthonormale directe e1, ..., en. Le produit extérieur de n vecteurs quelconques s'écrit donc
{\displaystyle x_{1}\wedge x_{2}\wedge \dots \wedge x_{n}=[x_{1},\dots ,x_{n}].\star 1}
Il est également possible de voir l'application produit mixte comme une forme n-linéaire duale de la 0-forme 1
{\displaystyle [\dots ]={\rm {d}}e_{1}\wedge {\rm {d}}e_{2}\wedge \dots \wedge {\rm {d}}e_{n}=\star 1}

## Définition générale duproduit vectoriel

### Par utilisation du produit scalaire
Pour tout {\displaystyle (x_{1},\dots x_{n-1})} de {\displaystyle E^{n-1}}, l'application {\displaystyle x\in E\to [x,x_{1},...,x_{n-1}]} est une forme linéaire. E étant un espace euclidien de dimension finie, il existe un unique vecteur, noté {\displaystyle x_{1}\times \dots \times x_{n-1}} tel que, :
{\displaystyle \forall x\in E,[x,x_{1},...,x_{n-1}]=\left\langle x\,|\,x_{1}\times \dots \times x_{n-1}\right\rangle }
Le vecteur {\displaystyle x_{1}\times \dots \times x_{n-1}} s'appelle produit vectoriel de {\displaystyle (x_{1},\dots x_{n-1})}.
L'application produit vectoriel est (n-1)-linéaire alternée. Le produit vectoriel s'annule si et seulement si la famille est liée.
Les coordonnées du produit vectoriel sont données par
{\displaystyle x_{1}\times \dots \times x_{n-1}={\begin{vmatrix}x_{1}{}^{1}&\cdots &x_{1}{}^{n}\\\vdots &\ddots &\vdots \\x_{n-1}{}^{1}&\cdots &x_{n-1}{}^{n}\\\mathbf {e} _{1}&\cdots &\mathbf {e} _{n}\end{vmatrix}}}
en notant ei les vecteurs de la base orthonormale directe. En d'autres termes, les coordonnées du produit vectoriel sont des cofacteurs de cette matrice.

### Par dualité de Hodge
La définition précédente peut être traduite au moyen de la dualité de Hodge de la façon suivante, avec une correspondance entre le produit vectoriel {\displaystyle \times } et le produit extérieur {\displaystyle \wedge } des n-1 vecteurs {\displaystyle x_{i}}. Le produit vectoriel est l'unique vecteur tel que :
{\displaystyle x_{1}\wedge x_{2}\wedge \dots \wedge x_{n-1}=\star \left(x_{1}\times x_{2}\times \dots \times x_{n-1}\right)}
On peut aussi écrire, sachant que, pour un (n-1)-vecteur {\displaystyle \eta }, on a {\displaystyle \star \star \eta =(-1)^{n-1}\;\eta } :
{\displaystyle x_{1}\times x_{2}\times \dots \times x_{n-1}=(-1)^{n-1}\star \left(x_{1}\wedge x_{2}\wedge \dots \wedge x_{n-1}\right)}
Ceci constitue une définition alternative du produit vectoriel, équivalente à la propriété suivante. Le produit vectoriel {\displaystyle x_{1}\times x_{2}\times \dots \times x_{n-1}} est le seul vecteur tel que, pour tout {\displaystyle (y_{1},\dots y_{n-1})} de {\displaystyle E^{n-1}}, on a :
{\displaystyle [x_{1}\times \dots \times x_{n-1},y_{1},\dots ,y_{n-1}]=\det(\langle x_{i}\,|\,y_{j}\rangle )_{1\leq i\leq n-1,1\leq j\leq n-1}}.